# 이 푸 투안

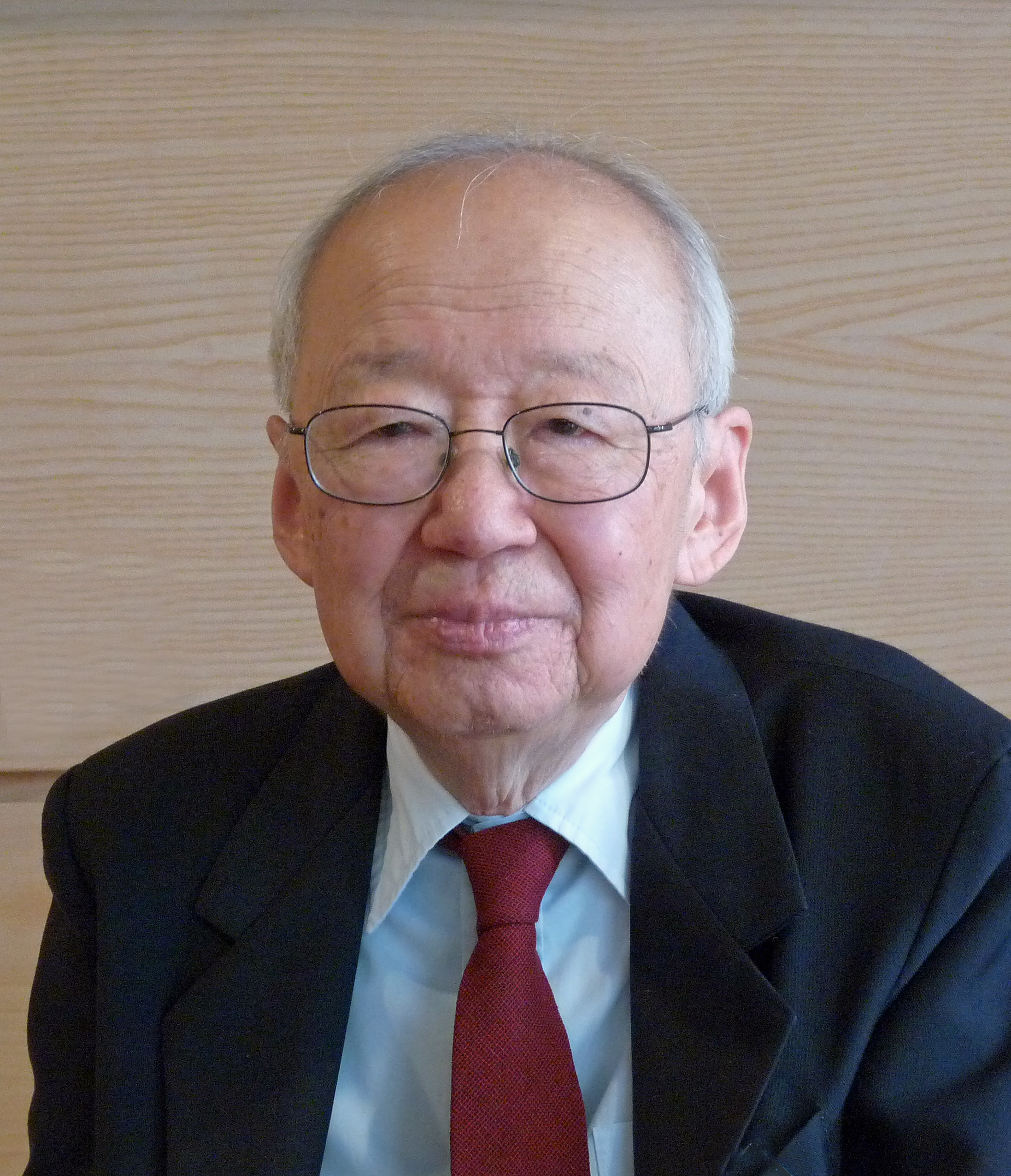
이 푸 투안

이 푸 투안(영어: Yi-Fu Tuan, 중국어: 段義孚 돤이푸[*], 1930년 12월 5일 ~ 2022년 8월 10일)은 중국계 미국인 지리학자다. 인문지리학 분야의 주요 인물 가운데 한 명이며 인본주의 지리학에서 사실상 창시자 격의 지위를 갖고 있다.

## 유년기
1930년 중국 톈진시의 부유한 가정에서 태어나 중국, 오스트레일리아, 필리핀과 영국에서 교육받았다. 유니버시티 칼리지 런던에 진학했지만 옥스퍼드 대학교로 학적을 옮겨 각각 1951년, 1955년에 학사와 석사를 취득했다. 캘리포니아 대학교 버클리에서 1957년 박사 학위를 받았다.